# Rebecca Renner
Rebecca Renner (nacida en Gainesville, Florida ) es una autora, periodista y escritora de no ficción estadounidense.
Se graduó de la Universidad Stetson.
Su periodismo ha sido publicado en National Geographic, The New York Times, Outside Magazine, Electric Literature, y Orlando Weekly. Ella participó como una conferenciante en el seminario literario de Cayo Hueso.
Su libro Gator Country trata de la conservación de la vida silvestre. Es un relato narrativo de no ficción sobre un oficial de vida silvestre que trabaja de incógnito para erradicar una banda de caza furtiva en los Everglades de Florida. Gator Country estaba elegido como la Gran Lectura de 2024 de Florida por el Centro para el Libro de la Biblioteca del Congreso.
- Renner, Rebecca (14 de noviembre de 2023). Gator Country. ISBN 978-1-250-84257-2. [7][9][10][11][12][13]